# 戊型潜水艦
戊型潜水艦（ぼがたせんすいかん）は、大日本帝国海軍で建造が計画された潜水艦の艦級。潜戊型（せんぼがた）、あるいはマル戦計画での仮称艦名から第2981号艦型とも。計画番号S542。

## 概要
日本海軍は1942年（昭和17年）9月、改⑤計画において150隻の潜水艦の追加建造を計画したが、それより以前の④計画およびマル臨計画、マル急計画、マル追計画などで未建造の潜水艦が1942年（昭和17年）末の段階で、1943年（昭和18年）竣工予定36隻、1944年（昭和19年）28隻、1945年（昭和20年）25隻、1946年（昭和21年）28隻と残っていた。そのためこれらを合わせると、戦前から比べて排水量基準で7倍、建造所要工数で8倍に膨れあがってしまっており、このまま全ての艦を建造するのは明らかに困難であった。
一方で、軍令部では1943年（昭和18年）度および1944年（昭和19年）度のいわゆるマル戦計画として、三段階の整備計画を検討していた。その中で、1943年（昭和18年）4月末よりガダルカナル島撤退以降の戦況に必要な戦備を研究し、1945年（昭和20年）度までに完成させるべき第二段戦備計画として、潜水艦としては以下の二種類に統一する案をまとめ上げた。すなわち、複数の型に分かれている潜水艦の規格を輸送潜水艦と中型潜水艦の2つに整理し、生産性を向上しようというものである。これにより、戦闘用の潜水艦としては、これまでの伊号と呂号の中間となる中型潜水艦1種類のみとなった。
- 輸送潜水艦：19隻 - 丁型から魚雷発射管を撤去するなどの小改正を行ったもの（伊号第三百七十二潜水艦以降）。
- 潜水艦（中）：50隻 - 1944年（昭和19年）以降起工予定の甲型、乙型、丙型、特型の建造を取りやめ、代わりに呂三十五型またはS54二型（研究の上「独潜型」とする）を量産する。

ここでいう、S54二型と呼ばれているものが後の戊型潜水艦（船体番号S54 2）である。独潜型というのはすなわちドイツの潜水艦を研究し、実現困難な兵器や艤装の一部を除いて量産するというものであった。この独潜について具体的な内容は明言されていないが、性能諸元が非常によく似ていることから、1943年（昭和18年）9月にインド洋における通商破壊を期待してドイツから譲り渡された呂号第五百潜水艦及び呂号第五百一潜水艦、すなわちUボートIXC型を参考にしたものではないかというのが有力であるとされる。日本海軍では実際に、1943年（昭和18年）11月にはこれら2隻を元に兵器、機関などを国産品に置き換えた和製UボートであるIXO型とIXK型という2つの概案を出していたとされる。
戊型潜水艦は第二段戦備計画の検討段階では92隻の建造が予定されており、1943年（昭和18年）7月線表では1945年（昭和20年）度竣工予定17隻、1946年（昭和21年）度41隻が計画されていた。1943年（昭和18年）10月の軍令部商議で水中高速潜水艦（伊二百一型潜水艦および波二百一型潜水艦）の建造が強く要求され、最終的に1943年（昭和18年）12月線表において甲型、乙型、丙型の建造計画が復活し、戊型および中型（呂三十五型）の建造計画は全て破棄されることとなった。
なお、大塚好古によれば戊型は後に伊二百型潜水艦（いにひゃくがたせんすいかん）と命名され、92隻のうち44隻分の予算はすでに決定されていたとされるが、実際には伊号第二百潜水艦などは起工されていないため、真偽は不明である。